# Samuel Pancotti
Samuel Pancotti (sinh ngày 31 tháng 10 năm 2000) là cầu thủ bóng đá chuyên nghiệp người San Marino hiện đang thi đấu ở vị trí tiền đạo cho câu lạc bộ La Fiorita và Đội tuyển bóng đá quốc gia San Marino.

## Sự nghiệp thi đấu quốc tế
Pancotti ra mắt quốc tế cho San Marino vào ngày 18 tháng 11 năm 2022, trong trận giao hữu gặp Saint Lucia, kết thúc với tỷ số hòa 1–1.

## Thống kê sự nghiệp

### Quốc tế
Tính đến 21 tháng 11 năm 2022
| San Marino | San Marino | San Marino |
| Năm        | Số trận    | Bàn thắng  |
| ---------- | ---------- | ---------- |
| 2022       | 2          | 0          |
| Tổng cộng  | 2          | 0          |